# یواس‌اس بلیکلیی (دی‌دی-۱۵۰)
یواس‌اس بلیکلیی (دی‌دی-۱۵۰) (به انگلیسی: USS Blakeley (DD-150)) یک کشتی بود که طول آن ۹۵٫۸۳ متر (۳۱۴٫۴ فوت) بود. این کشتی در سال ۱۹۱۸ ساخته شد.